# Tiroteo de Laguna Woods de 2022
El tiroteo de Laguna Woods fue un tiroteo masivo que ocurrió el día 15 de mayo de 2022 en Laguna Woods, California, Estados Unidos. Tuvo lugar en la Iglesia Presbiteriana de Ginebra, que alberga los servicios dominicales de la Iglesia Presbiteriana de Taiwán de Irvine. La mayoría de la congregación presente ese día eran estadounidenses de origen taiwanés. Una persona murió y otras cinco resultaron heridas, cuatro de ellas de gravedad. Un sospechoso, David Chou (周文偉), de 68 años, fue detenido. Ha sido acusado de un cargo de asesinato, cinco cargos de intento de asesinato y cuatro cargos de posesión de un artefacto explosivo.

## Hechos
David Chou, de 68 años, viajó desde su casa en Las Vegas  y condujo 270 millas (434 kilómetros) hasta la iglesia presbiteriana taiwanesa de Irvine en la comunidad de Laguna Woods, donde procedió a bloquear las puertas con cadenas y clavos antes de abrir fuego a los feligreses ancianos reunidos para un almuerzo en honor a un pastor.

### Cronología
La Cronología de los Hechos:

#### Sábado, 14 de mayo de 2022
- David Wenwei Chou, de 68 años, supuestamente maneja 270 millas desde Las Vegas, Nevada hasta Laguna Woods.

#### Domingo, 15 de mayo de 2022
- El presunto pistolero llega a la Iglesia Presbiteriana Geneva, en el 24301 El Toro Road en Laguna Woods.
- Supuestamente ingresa al santuario Presbiteriano y se identifica ante la recepcionista como "Da-Wei Chou".
- La recepcionista de la iglesia no reconoce al hombre, vestido con una camisa negra con una palabra escrita en blanco, cuando entra al santuario.
- La recepcionista le da la bienvenida de todos modos y le pide al hombre en taiwanés que complete un formulario con su información personal.
- Él se niega, dice que había llenado el formulario antes y afirma que había asistido a los servicios allí antes.
- Chou supuestamente se sienta en la parte trasera del santuario a leer un periódico en chino centrado en las noticias de Taiwán, durante el servicio de la iglesia.

+ 11:20 a.m.
- El servicio eclesiástico termina.
- Después de un breve descanso, comienza la escuela dominical para adultos. La iglesia no cree que el atacante haya asistido a la escuela dominical.

+ 12:30 p.m.
- Termina la escuela dominical para adultos.
- Se lleva a cabo un almuerzo en honor a un ex pastor, de visita desde Taiwán, con alrededor de 140 personas.
- Durante el banquete, Chou supuestamente cerró las puertas con cadenas y puso pegamento resistente en las cerraduras. En algún momento, coloca en la habitación bolsas con cargadores adicionales, llenas de más municiones y "cuatro dispositivos incendiarios tipo cóctel molotov".
- Cerca del final del almuerzo, los feligreses comienzan a irse. Mientras cruzan las puertas, ven al sospechoso envolviendo cadenas de hierro para cerrar las puertas.
- El pistolero permite que algunos asistentes a la iglesia se vayan. Algunos le preguntan sobre sus acciones, pero él se niega a responder. Algunos asumen que es un guardia de seguridad de la iglesia.
- Chou supuestamente usa un martillo y clavos para asegurar dos salidas.
- Luego supuestamente dispara una bala al techo.
- El Dr. John Cheng intenta intervenir, atacando al pistolero en un intento de desarmarlo. Le disparan y lo matan.
- Otras cinco personas resultaron baleadas: un hombre de 66 años; un hombre de 92 años; un hombre de 82 años; un hombre de 75 años; y una mujer de 86 años.
- El presunto pistolero intenta recargar su arma. El pastor Chang lo golpea con una silla, lo que permite que otros feligreses intervengan.
- Otros feligreses confiscan las armas del pistolero y atan sus brazos y piernas con un cable de extensión.
- La Policía llegan minutos después con las armas desenvainadas y detienen al sospechoso.

## Víctima
La única víctima mortal fue John Cheng, de 52 años (en chino tradicional, 鄭達志; pinyin, Zhèng Dázhì), y médico especialista en medicina deportiva con sede en Laguna Niguel. Estaba casado y tenía un hijo y una hija. Otras cinco víctimas, todas de ascendencia taiwanesa y de entre 66 y 92 años, también recibieron disparos pero sobrevivieron a sus heridas: cuatro hombres y una mujer de 86 años.

## Acusado
David Wenwei Chou (nacido en 1953) ha sido arrestado y acusado. Es un waishengren de segunda generación, nacido en Taiwán de aquellos que habían evacuado China continental durante la retirada de la República de China en 1949, y se crio en una aldea de dependientes militares. Chou se graduó de Taichung First Senior High School en Taiwán en 1971 y completó una maestría en los EE. UU. durante la década de 1990. Las autoridades estadounidenses lo identificaron erróneamente como nacido en China; Los pasaportes taiwaneses y las solicitudes de inmigración de hace 50 años generalmente mostraban a China como lugar de nacimiento. Chou ha sido profesor de coctelería, tanto en Taiwán como en China continental, y es autor de varias publicaciones. Aceptó una cátedra en el Instituto Nacional de Comercio de Pingtung para el año académico de 1994 y fue retratado como profesor jubilado en un artículo de 2019 sobre la fundación del capítulo de Las Vegas de la Asociación Nacional para la Unificación Pacífica de China. El cofundador de la asociación dijo que Chou parecía extremista y no ha estado involucrado con la organización desde la segunda mitad de 2019. La Iglesia Presbiteriana de Taiwán había desempeñado un papel importante en la democratización de la isla. Sin embargo, los funcionarios no han encontrado ninguna conexión entre Chou y la iglesia en Laguna Woods. Después de jubilarse, a veces trabajó como guardia de seguridad en Las Vegas, donde se compraron legalmente dos pistolas de 9 mm. A principios de 2022, Chou se fue de Las Vegas a Los Ángeles; su esposa ya había regresado a Taiwán en 2021 debido a una enfermedad y se informa que tiene una enfermedad terminal. Chou también tiene un hijo y una hija.

## Reacciones
La representante estadounidense Katie Porter, cuyo distrito incluye Laguna Woods, se refirió a este tiroteo junto al Tiroteo de Búfalo, Nueva York y dijo: "Esta no debería ser nuestra nueva normalidad. Trabajaré arduamente para apoyar a las víctimas y sus familias".
La presidenta de Taiwán, Tsai Ing-wen, condenó el tiroteo y ofreció sus condolencias a las víctimas. Ella pidió a los representantes políticos en los EE. UU. que volaran a California para brindar asistencia. Hsiao Bi-khim, embajadora de facto de Taiwán, publicó en Twitter que estaba "conmocionada y entristecida por el tiroteo fatal en la iglesia presbiteriana taiwanesa de Irvine en California", y expresó que lloraría junto con la comunidad taiwanés-estadounidense y las familias de las víctimas. El Kuomintang taiwanés emitió un comunicado condenando el tiroteo sin comentar las posiciones políticas de Chou.
Wang Wenbin, vocero del Ministerio de Relaciones Exteriores de China, dijo que "esperamos que el gobierno de EE. UU. pueda tomar medidas contra su problema cada vez más grave de violencia armada". El portavoz de la Embajada de China en Washington, Liu Pengyu, dijo: "Expresamos nuestras condolencias a las víctimas y nuestro más sincero pésame a las familias en duelo y los heridos".
El 21 de mayo, funcionarios electos locales y líderes religiosos se reunieron en la iglesia donde ocurrió el tiroteo para conmemorar y honrar a las víctimas del tiroteo. Se guardó un momento de silencio por la víctima fallecida, John Cheng. El representante Young Kim declaró que no había lugar en la comunidad ni en la sociedad para ningún tipo de odio y que la comunidad necesitaba permanecer unida.